# Scarabaspis
Scarabaspis es un género de ácaros perteneciente a la familia Eviphididae.

## Especies
Scarabaspis Womersley, 1956
- Scarabaspis altaicus Skljar, in Sklyar 1999
- Scarabaspis aspera Womersley, 1956
- Scarabaspis concavus Gu & Fan, 1997
- Scarabaspis goulouensis Liu, Cu & Ma, 1992
- Scarabaspis inexpectatus (Oudemans, 1903)